# Манько Володимир Володимирович
Володимир Володимирович Манько (нар. 3 серпня 1952, Кривий Ріг, Дніпропетровська область, Українська РСР, СРСР — пом. 28 березня 2016, Кіровоград, Україна) — тренер з плавання. Заслужений тренер України. Заслужений працівник фізичної культури і спорту України.

## Біографія
Володимир Манько народився 3 серпня 1952 у м. Кривий Ріг Дніпропетровської області.
У 1973 році закінчив Кіровоградський педагогічний інститут.
У 1973—1975 роках працював у ДЮСШ м. Кривий Ріг.
У 1975 у м. Кіровограді відкрилася  ОСДЮШОР «Надія», тому з м. Крвого Рога запросили досвідченого тренера.
У 2010—2016 роках працював у РДЮСШІ «Інваспорт» м. Кіровоград.
Тренер збірної команди України з плавання серед спортсменів з вадами слуху (2007—2016 роки).
Помер 28 березня 2016 у м. Кіровограді.

## Родина
- Манько Ольга Дмитрівна (? — 2 липня 2014)[3].

## Нагороди
- Заслужений тренер України — 1997 рік.
- Заслужений працівник фізичної культури і спорту України
- У 2011 році визнано кращим тренером територіальної громади міста Кіровограда[4].
- Орден Данила Галицького — 2013 рік[5].